# تشين كامبل
تشين كامبل (بالإنجليزية: Cheyenne Campbell)‏ هي لاعبة اتحاد الرغبي أسترالية، ولدت في 10 سبتمبر 1986 في هاميلتون في نيوزيلندا.